# Рипус
Рипус още европейска ряпушка (Coregonus albula) е вид лъчеперка от семейство Пъстървови (Salmonidae).

## Разпространение
Видът е разпространен в Беларус, Германия, Дания, Естония, Латвия, Литва, Норвегия, Полша, Русия, Финландия, Чехия и Швеция.